# سیارک ۱۱۴۰۸
سیارک ۱۱۴۰۸ (به انگلیسی: 11408 Zahradnik، نامگذاری:1999EG3) یازده هزار و چهارصد و هشتمین سیارک کشف شده‌است که در ۱۳ مارس ۱۹۹۹ کشف شد.
قدر مطلق سیارک برابر ۲۸٫۲ است.